# Scooby-Doo et l'Épouvantable Épouvantail
Pour plus de détails, voir Fiche technique et Distribution.
Scooby-Doo et l'Épouvantable Épouvantail (Scooby-Doo! and the Spooky Scarecrow) est un film américain réalisé par Michael Goguen, sorti le 10 septembre 2013.

## Fiche technique
- Titre : Scooby-Doo et l'Épouvantable Épouvantail
- Titre original : Scooby-Doo! and the Spooky Scarecrow
- Réalisateur : Michael Goguen
- Société de production : Warner Bros.
- Pays d'origine :  États-Unis
- Langue : anglais
- Genre : Animation et comédie horrifique
- Durée : 22 minutes
- Dates de sortie : 10 septembre 2013

## Distribution
- Frank Welker : Scooby-Doo, Fred Jones
- Grey DeLisle : Daphné Blake
- Matthew Lillard : Sammy Rogers
- Mindy Cohn : Véra Dinkley